# London Borough of Newham

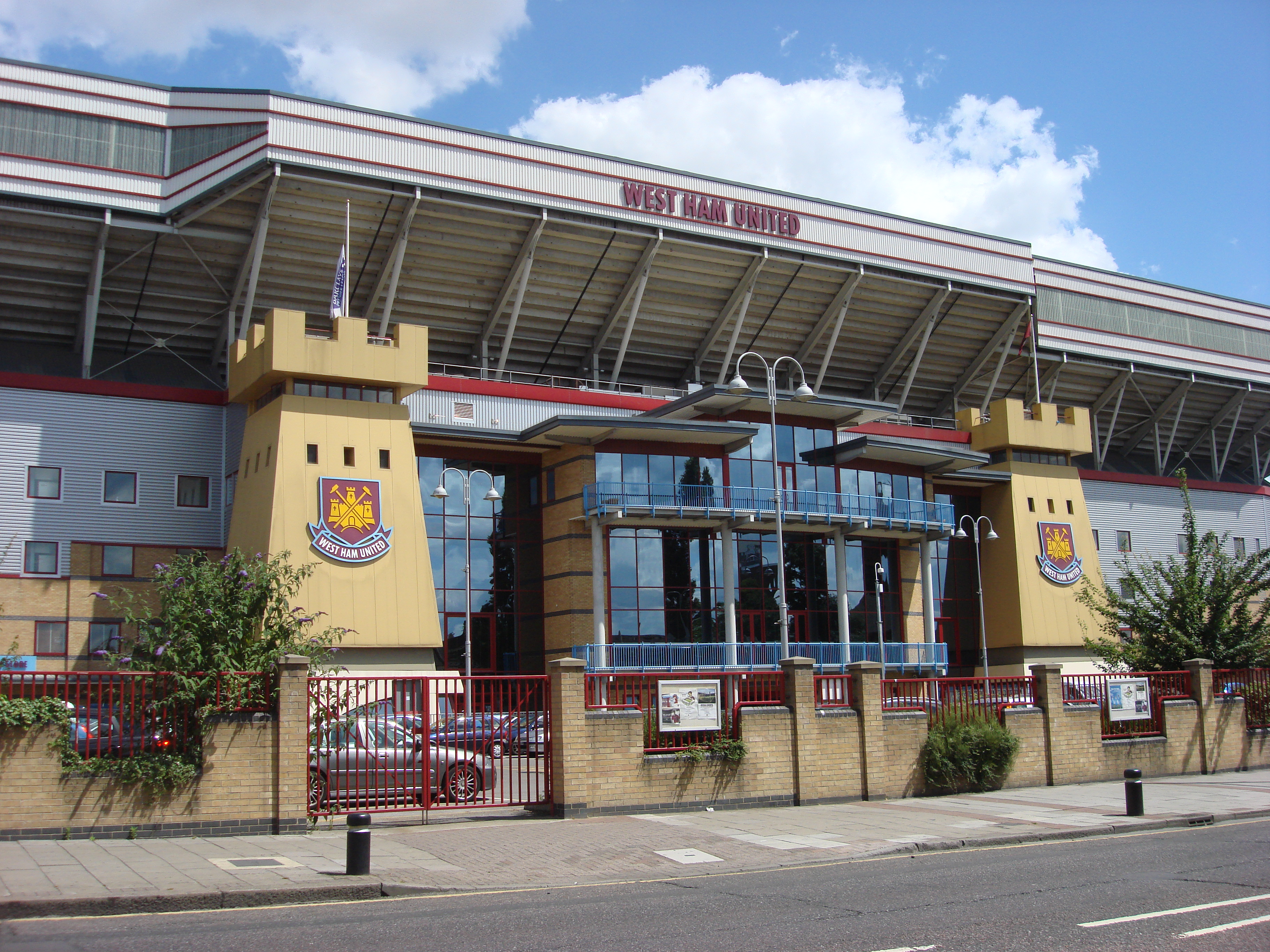
stadion West Ham United F.C. – Boleyn Ground

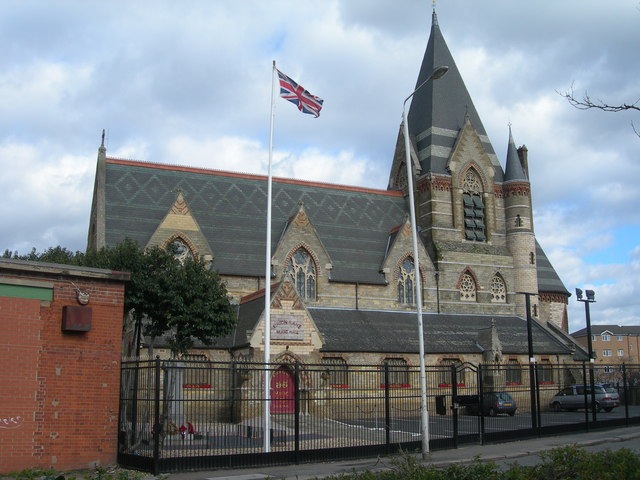
Brick Lane Music Hall

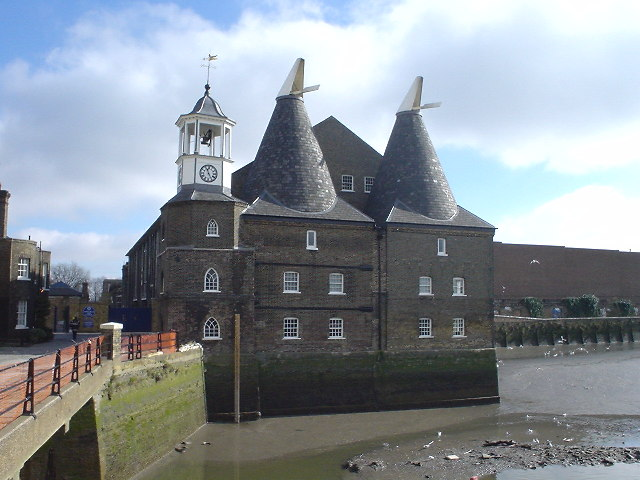
Clock Mill

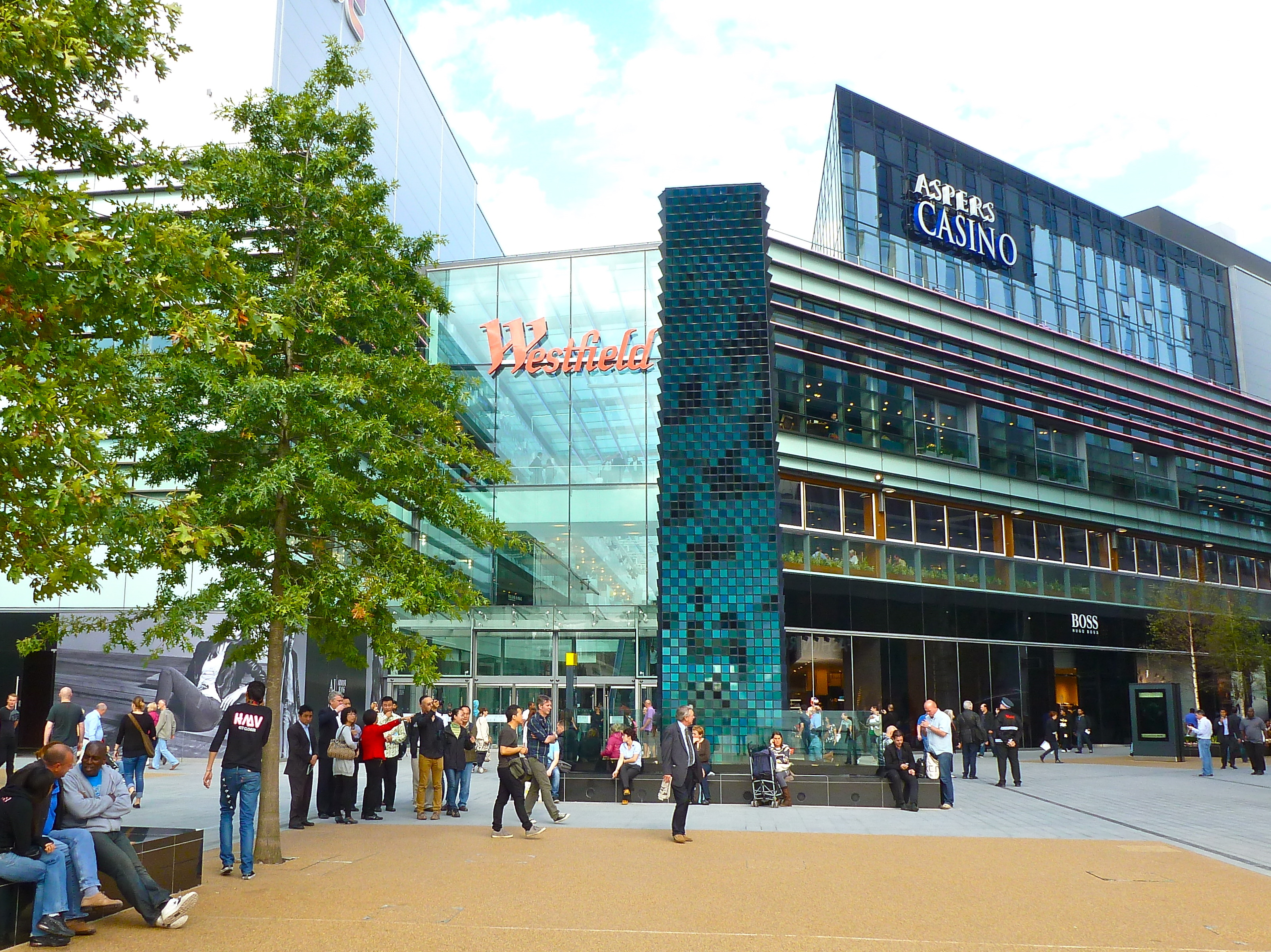
Westfield Stratford City

London Borough of Newham – jedna z 32 gmin Wielkiego Londynu położona w jego wschodniej części. Wraz z 19 innymi gminami wchodzi w skład tzw. Londynu Zewnętrznego. Władzę stanowi Rada Gminy Newham (ang. Newham Council).
Gmina Newham była jedną z sześciu pełniących rolę gospodarza Letnich Igrzysk Olimpijskich w 2012 roku.

## Historia
Gminę utworzono w 1965 na podstawie ustawy London Government Act 1963 z gmin East Ham (ang. County Borough of East Ham) utworzonej w 1915 roku, West Ham (ang. County Borough of West Ham) utworzonej w 1889 oraz z dystryktu North Woolwich z Metropolitan Borough of Woolwich  który utworzono w 1900 roku w ramach podziału hrabstwa County of London na 28 gmin.

## Geografia
Gmina Newham ma powierzchnię 36,22 km², graniczy od wschodu z Barking and Dagenham,  od zachodu z Tower Hamlets i Hackney, od północy z Waltham Forest  i Redbridge, zaś od południa przez Tamizę z Greenwich.
W skład gminy Newham wchodzą następujące obszary:
| - Beckton - Canning Town - Custom House - East Ham - Forest Gate - Little Ilford - Manor Park - North Woolwich - Plaistow | - Plashet - Silvertown - Stratford - Stratford Marsh - Upton - Upton Park - Wallend - West Ham |

Gmina dzieli się na 20 okręgów wyborczych które nie pokrywają się dokładnie z podziałem na obszary, zaś mieszczą się w dwóch rejonach tzw. borough constituencies – East Ham i West Ham.
| - Beckton (East Ham) - Boleyn (East Ham) - Canning Town North (West Ham) - Canning Town South (West Ham) - Custom House (West Ham) - East Ham Central (East Ham) - East Ham North (East Ham) - East Ham South (East Ham) - Forest Gate North (West Ham) - Forest Gate South (West Ham) | - Green Street East (East Ham) - Green Street West (West Ham) - Little Ilford (East Ham) - Manor Park (East Ham) - Plaistow North (West Ham) - Plaistow South (West Ham) - Royal Docks (East Ham) - Stratford and New Town (West Ham) - Wall End (East Ham) - West Ham (West Ham) |

## Demografia
W 2011 roku gmina Newham miała 307 984 mieszkańców. Według spisu ludności z 2011 roku Newham charakteryzuje się jedną z najwyższych populacji młodzieży i jest to ludność kolorowa. W Newham jest najmniej procentowo ludzi białej rasy w całym kraju. Więcej niż 70% ludności stanowią kolorowi. Dzielnica jest także drugą pod względem ilości muzułmanów (32%). Według Simpson's Diversity Index, na 10 rozważanych grup etnicznych w spisie ludności z 2001 roku stwierdzono, iż Newham jest najbardziej zróżnicowanym okręgiem w Anglii i Walii. Gminę zamieszkuje więcej niż 30 różnych społeczności etnicznych.
Podział mieszkańców według grup etnicznych na podstawie spisu powszechnego z 2011 roku:
| - Biali Brytyjczycy: 51 516 (16,7%) - Biali Irlandczycy: 2 172 (0,7%) - Irish Travellers: 462 (0,2%) - Pozostali biali: 35 066 (11,4%) - Mieszani Karaibowie: 3 957 (1,3%) - Mieszani Afrykanie: 3 319 (1,1%) - Mieszani Azjaci: 2 677 (0,9%) - Pozostali mieszani: 3 992 (1,3%) - Hindusi: 42 484 (13,8%) | - Pakistańczycy: 30 307 (9,8%) - Banglijczycy: 37 262 (12,1%) - Chińczycy: 3 930 (1,3%) - Pozostali Azjaci: 19 912 (6,5%) - Czarni Afrykanie: 37 811 (12,3%) - Czarni Karaibowie: 15 050 (4,9%) - Pozostali czarni: 7 395 (2,4%) - Arabowie: 3 523 (1,1%) - Pozostałe grupy etniczne: 7 149 (2,3%) |

Podział mieszkańców według wyznania na podstawie spisu powszechnego z 2011 roku:
- Chrześcijaństwo –  40,0%
- Islam – 32,0%
- Hinduizm – 8,8%
- Judaizm – 0,1%
- Buddyzm – 0,8%
- Sikhizm – 2,1%
- Pozostałe religie – 0,4%
- Bez religii – 9,5%
- Nie podana religia – 6,4%

Podział mieszkańców według miejsca urodzenia na podstawie spisu powszechnego z 2011 roku:
| - Wielka Brytania (142 570 – 46,29%) - Indie (26 807 – 8,70%) - Bangladesz (20 945 – 6,80%) - Pakistan (16 462 – 5,35%) - Litwa (8 348 – 2,71%) - Nigeria (7 545 – 2,45%) - Polska (6 142 – 1,99%) - Sri Lanka (5 052 – 1,64%) - Rumunia (4 816 – 1,56%) - Ghana (4 680 – 1,52%) - Filipiny (4 192 – 1,36%) - Somalia (3 924 – 1,27%) - Jamajka (2 847 – 0,92%) - Kenia (2 155 – 0,70%) | - Irlandia (1 914 – 0,62%) - Portugalia (1 762 – 0,57%) - Chiny (1 407 – 0,46%) - Francja (1 418– 0,46%) - Południowa Afryka (1 142 – 0,37%) - Włochy (1 119 – 0,36%) - Niemcy (1 034 – 0,34%) - Zimbabwe (827 – 0,27%) - Hiszpania (751 – 0,24%) - Turcja (664 – 0,22%) - Stany Zjednoczone (571 – 0,19%) - Australia (449 – 0,15%) - Iran (369 – 0,12%) - pozostali (38 072 – 12,36%) |

## Transport

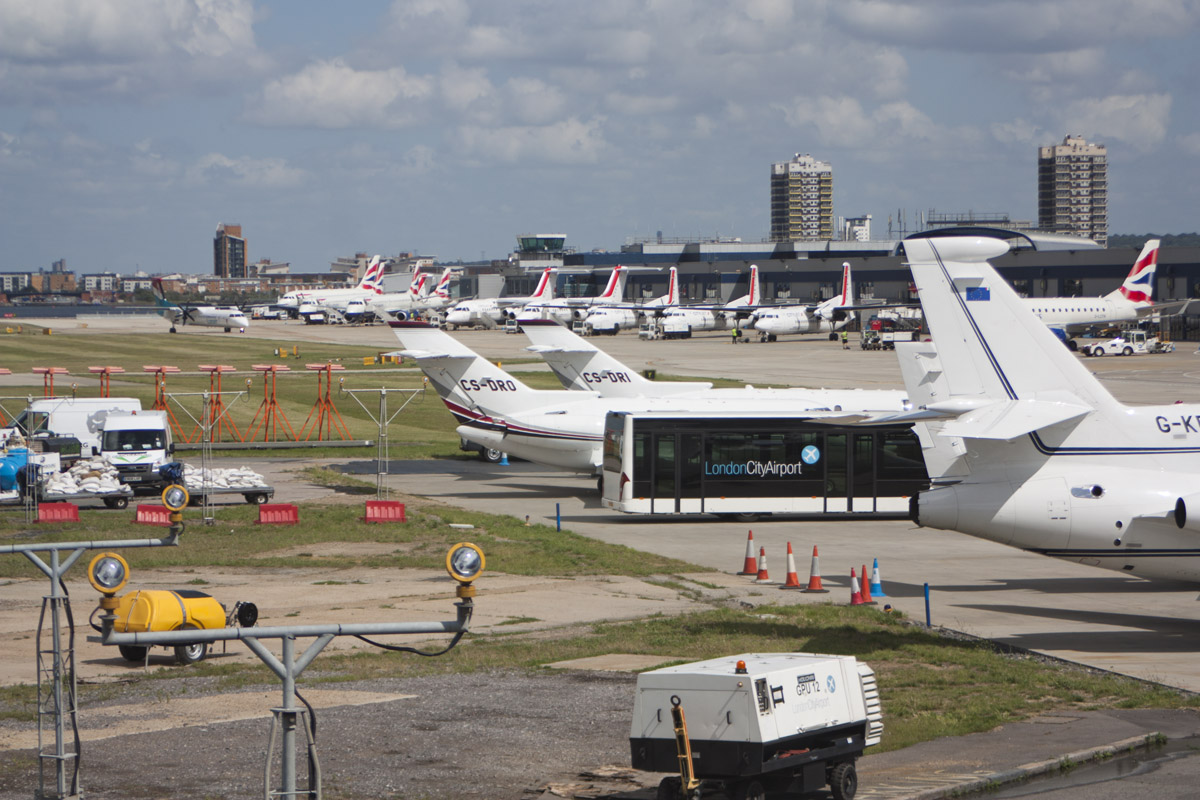
port lotniczy Londyn-City

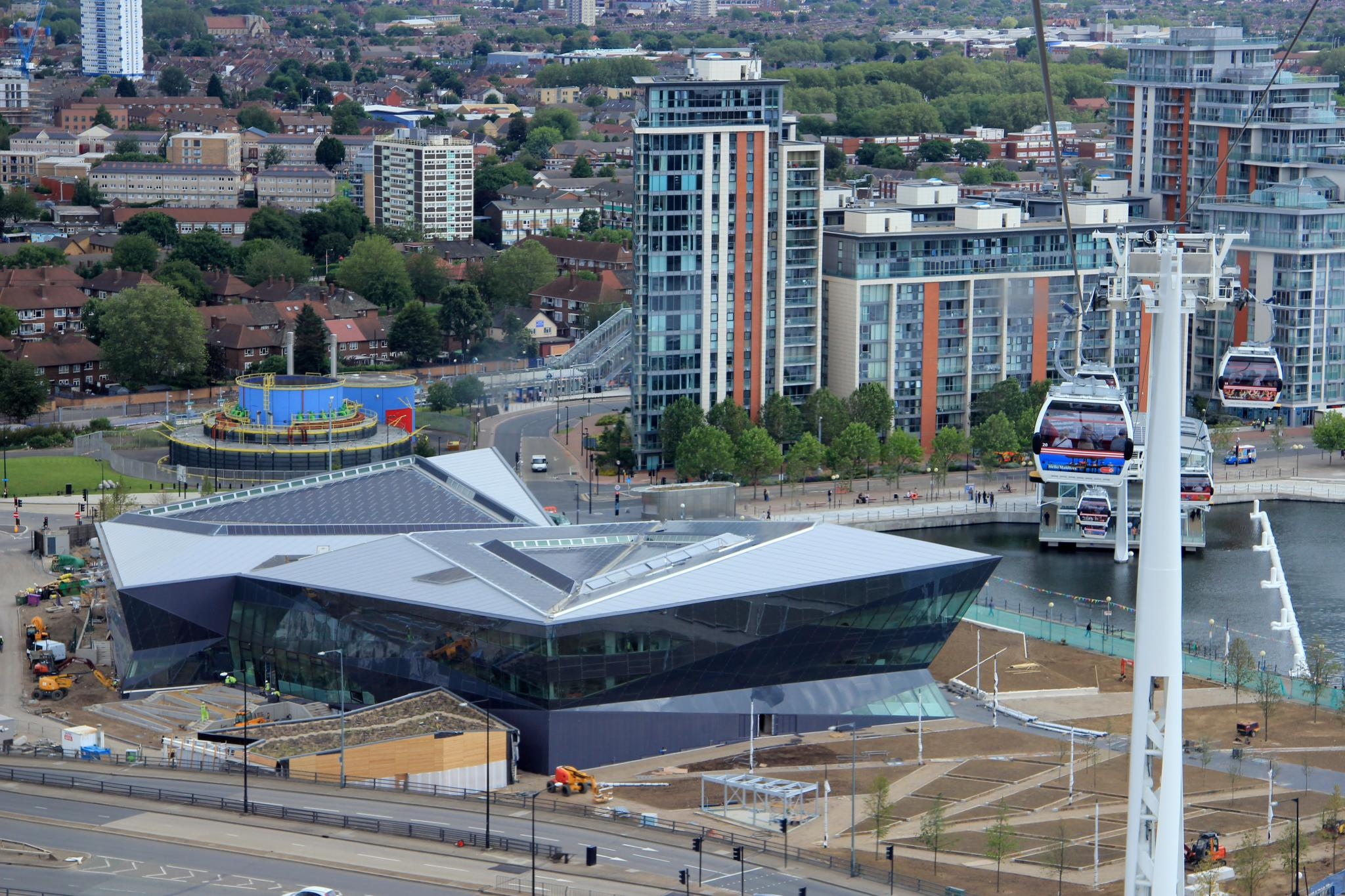
Kolejka gondolowa nad Tamizą Emirates Air Line

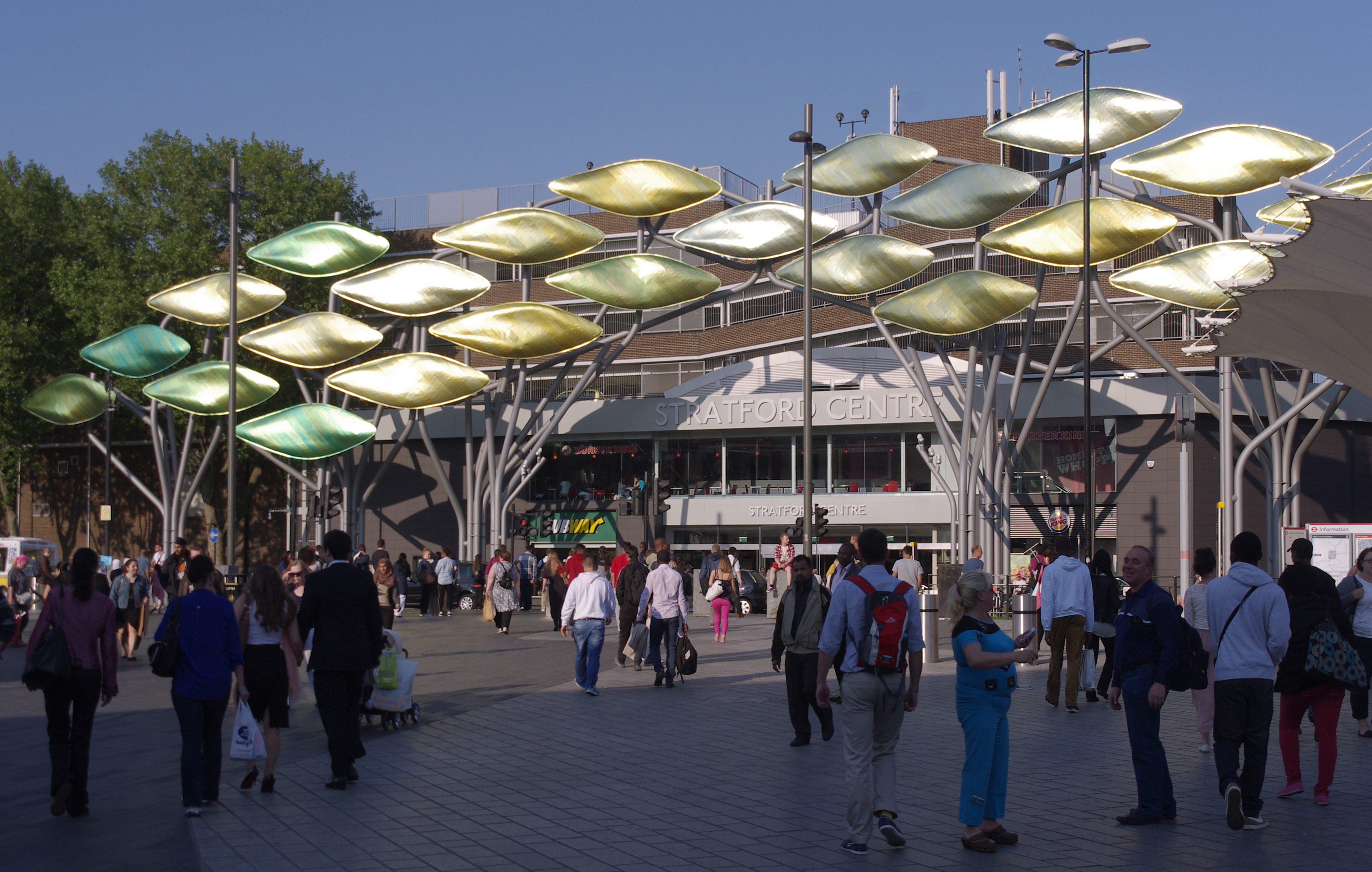
stacja Stratford

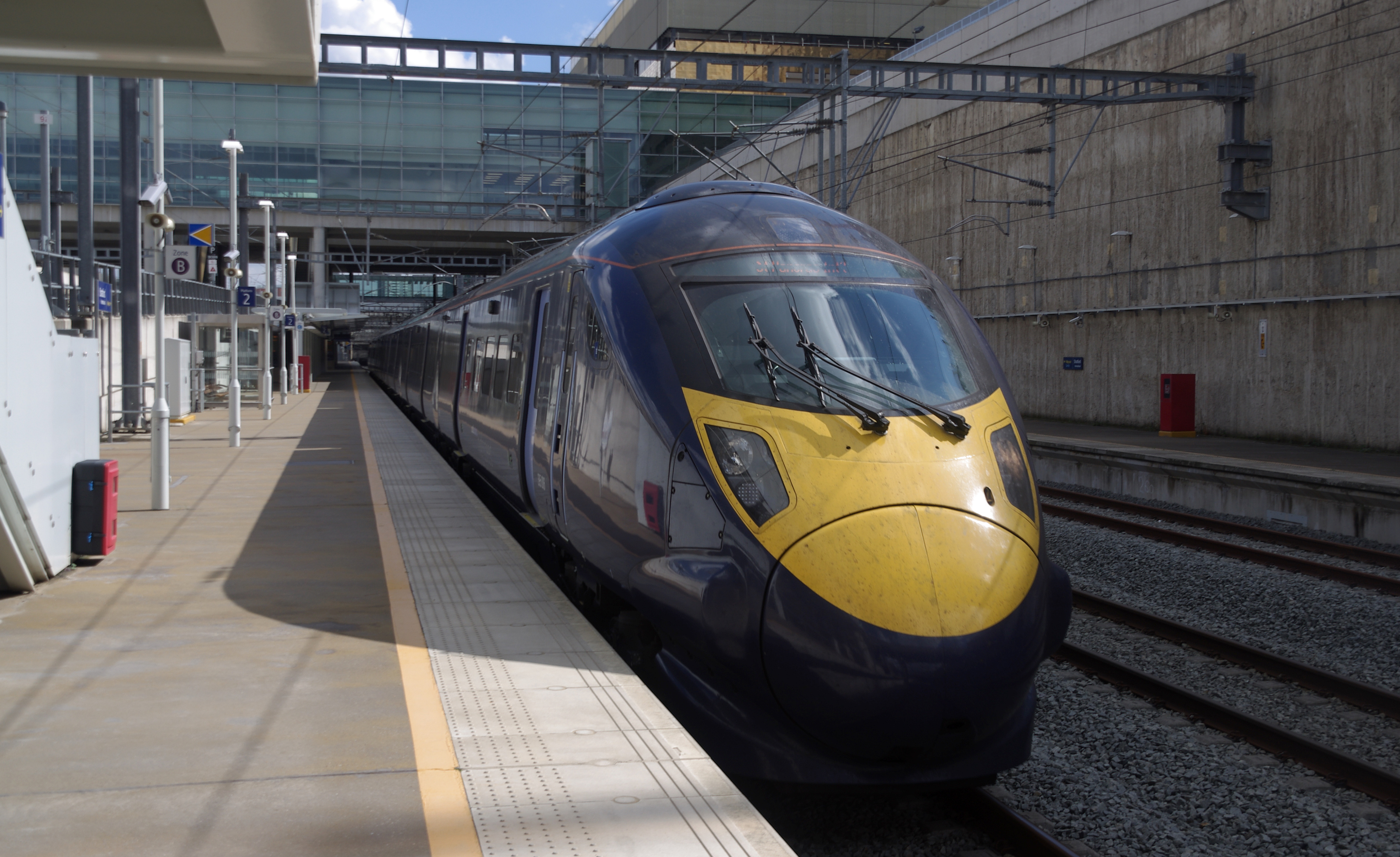
stacja Stratford International

Na terenie Newham znajduje się port lotniczy Londyn-City.
W 2012 roku oddano do użytku kolejkę gondolową nad Tamizą o długości pół kilometra, która połączyła Newham z Greenwich.
Przez Newham przebiegają cztery linie metra: Central Line, District Line, Hammersmith & City Line i Jubilee Line.
Stacje metra:
- Canning Town – Jubilee Line
- East Ham – District Line i Hammersmith & City Line
- Plaistow – District Line i Hammersmith & City Line
- Stratford – Central Line i Jubilee Line
- Upton Park – District Line i Hammersmith & City Line
- West Ham – District Line, Hammersmith & City Line i Jubilee Line

Stacje DLR (Docklands Light Railway):
- Abbey Road
- Beckton
- Beckton Park
- Canning Town
- Custom House for Excel
- Cyprus
- Gallions Reach
- King George V
- London City Airport
- Pontoon Dock
- Prince Regent
- Pudding Mill Lane
- Royal Albert
- Royal Victoria
- Star Lane
- Stratford
- Stratford High Street
- Stratford International
- West Ham
- West Silvertown

Pasażerskie połączenia kolejowe na terenie Newham obsługują przewoźnicy c2c, 
National Express East Anglia oraz London Overground. Poza tym stacja Stratford International obsługuje linię kolei dużej prędkości High Speed 1, na której jeżdżą m.in. pociągi Eurostar oraz Southeastern Highspeed.
Stacje kolejowe:
- Forest Gate
- Manor Park
- Maryland
- Stratford
- Stratford International
- West Ham

Stacje London Overground:
- Stratford
- Wanstead Park
- Woodgrange Park

Przeprawy przez Tamizę:
- Tunel pieszy w Woolwich (obecnie zamknięty na czas remontu)[15]
- Przeprawa promowa Woolwich  Ferry[16]

## Miejsca i muzea

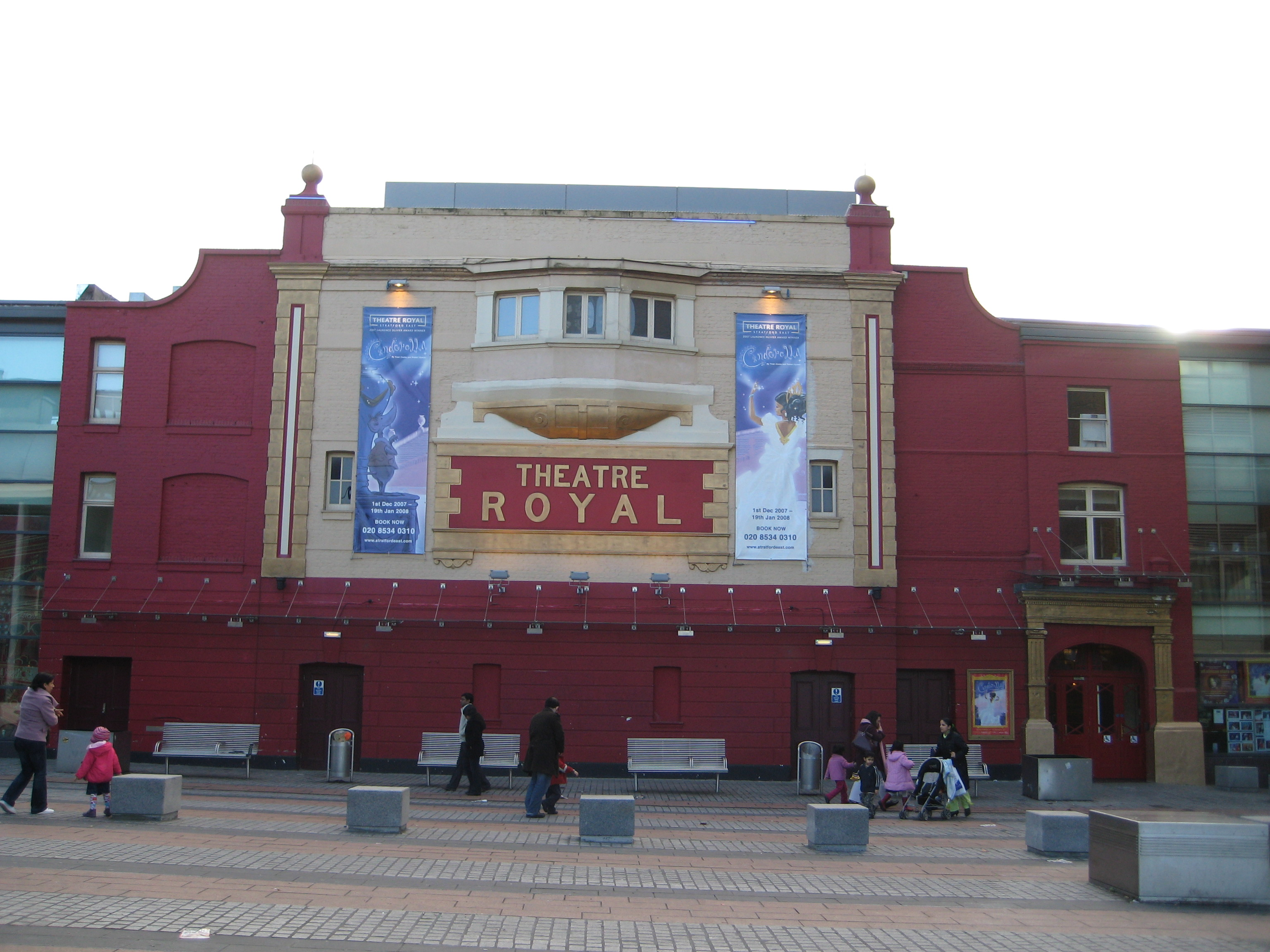
Theatre Royal Stratford East

- Three Mills (kompleks zabytkowych młynów)[17]
- stadion Boleyn Ground – siedziba klubu piłkarskiego West Ham United F.C.
- Stratford Circus (centrum artystyczne)[18]
- Theatre Royal Stratford East[19]
- Brick Lane Music Hall[20]
- Westfield Stratford City (oddane do użytku w 2011 roku największe centrum handlowe w Londynie)[21]
- ExCeL London (centrum wystawowo-konferencyjne)[22]
- Thames Barrier (jedna z największych ruchomych zapór przeciwpowodziowych na świecie)[23]

## Letnie Igrzyska Olimpijskie 2012

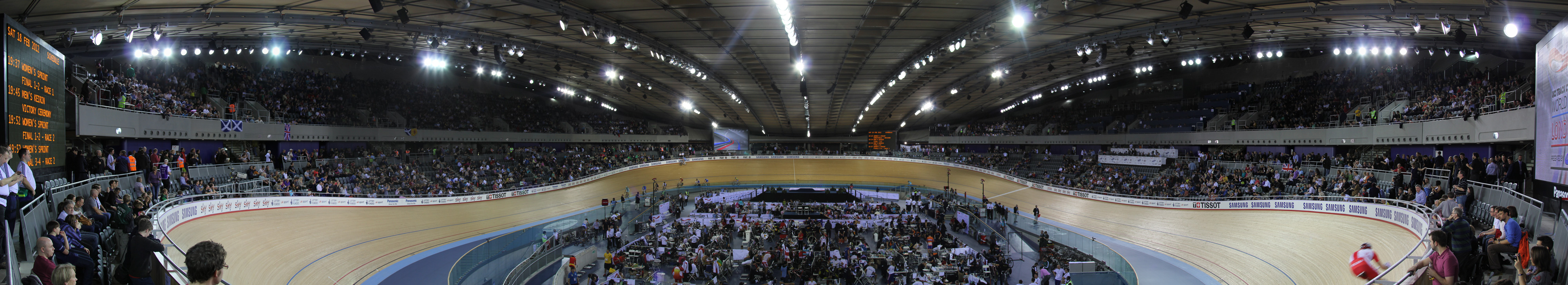
London Velopark

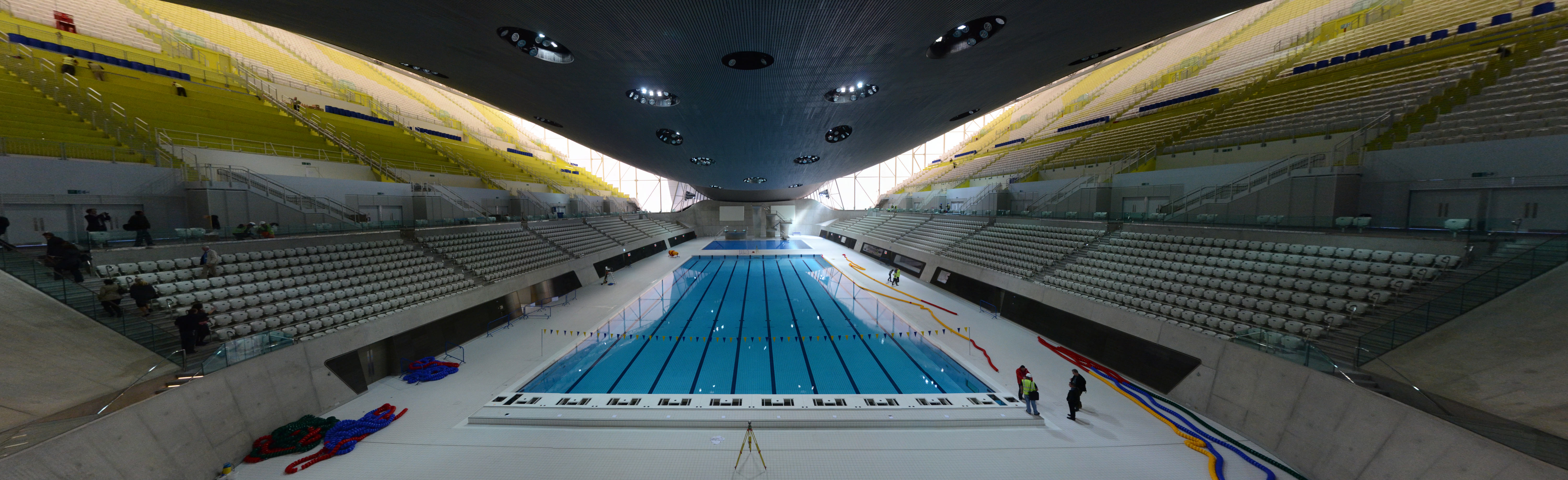
Aquatics Centre

Większość wioski olimpijskiej Letnich Igrzysk Olimpijskich 2012 leży w Stratford. Zawody odbyły się w następujących miejscach:
- Aquatics Centre (pięciobój nowoczesny - pływanie, pływanie, pływanie synchroniczne, skoki do wody)
- Basketball Arena (koszykówka, piłka ręczna - runda finałowa)
- London Velopark (kolarstwo torowe, zawody BMX)
- Stadion Olimpijski (ceremonia otwarcia i zamknięcia, lekkoatletyka)
- Water Polo Arena (piłka wodna)
- ExCeL (boks, judo, podnoszenie ciężarów, szermierka, taekwondo, tenis stołowy, zapasy) – poza wioską olimpijską

## Edukacja
- University of East London[25]

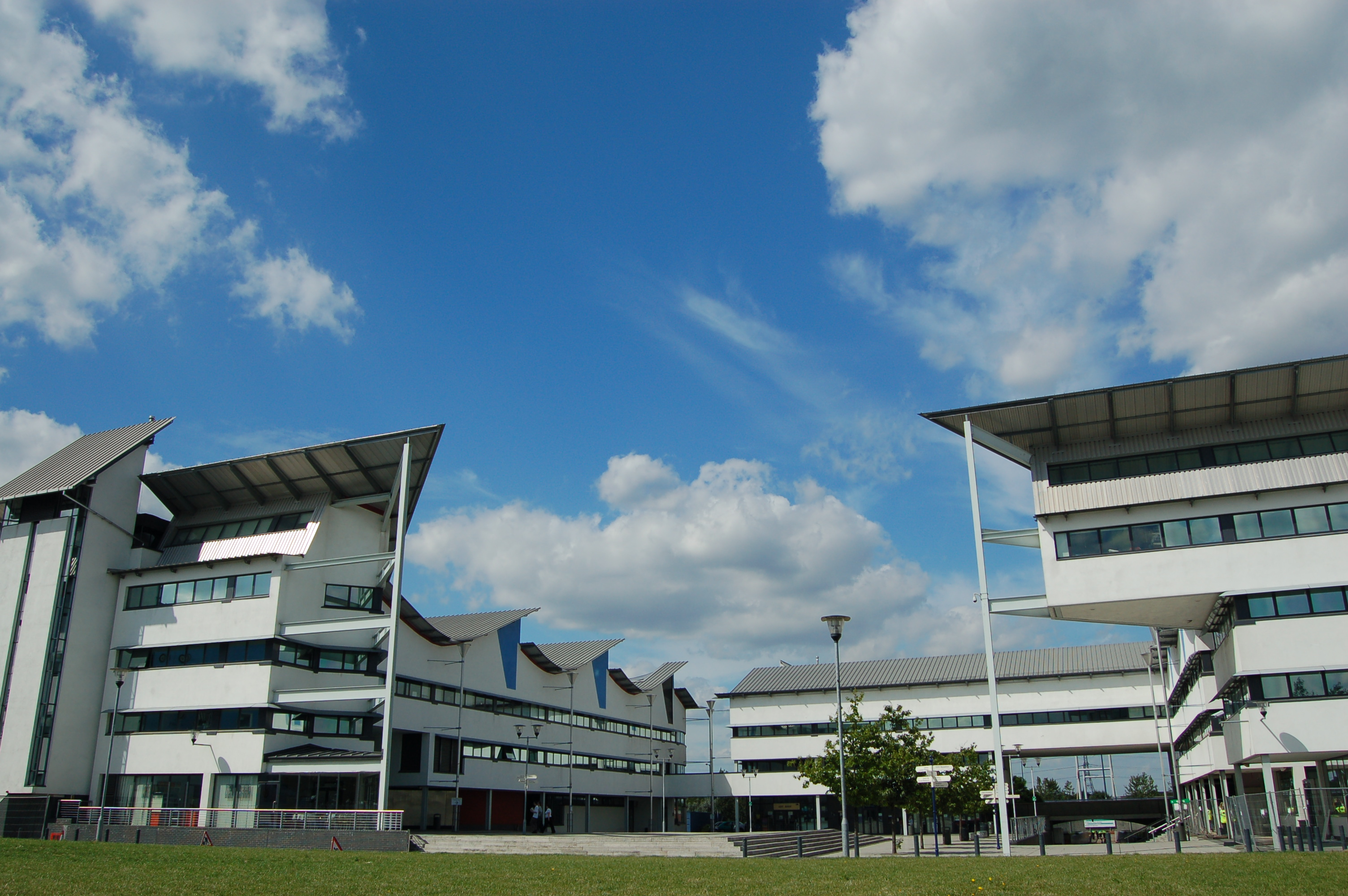
University of East London - Docklands Campus

- Birkbeck (Stratford), uczelnia członkowska University of London
- Newham College[26]
- Newham Sixth Form College[27]
- St. Bonaventure's & St Angela's Sixth Form Centre[28]

## Znane osoby
W Newham  urodzili się m.in.
- Alexander McQueen – projektant mody
- Lennox Lewis – bokser
- Jermain Defoe – piłkarz
- Steve Marriott – wokalista, gitarzysta i autor tekstów
- Christine Ohuruogu – lekkoatletka
- Sarah Jezebel Deva – wokalistka
- Chris Hughton – były piłkarz i trener piłkarski
- Mary Renault – pisarka
- Jimmy Bullard – piłkarz
- Kano – raper
- Rob Lee – piłkarz
- Danny Dyer – aktor
- Sol Campbell – piłkarz
- Honor Blackman – aktorka
- Plan B – piosenkarz, muzyk i raper
- Martin Peters – piłkarz
- Jimmy Greaves – piłkarz
- Bryan Forbes – reżyser, scenarzysta, producent i aktor
- Alan Curbishley – były piłkarz i trener piłkarski
- Idris Elba – aktor
- David Webb – były piłkarz i trener piłkarski
- David Essex – piosenkarz, kompozytor i aktor
- Linvoy Primus – piłkarz
- Chiwetel Ejiofor – aktor
- Mark Noble – piłkarz
- Jade Ewen – piosenkarka
- Jay Emmanuel-Thomas – piłkarz